# راست‌رو

حرکت مستطیلی در یک مار آدر پفی

راست‌روی (به انگلیسی: Rectilinear locomotion) یا پیشروی خطی‌مستطیلی (به انگلیسی: Rectilinear progression)، یک حالت حرکتی است که اغلب با مارها همراه است. به ویژه، با گونه‌های سنگین بدن مانند پیتون‌های زمینی و بوآها مرتبط است. با این حال، اکثر مارها توانایی آن را دارند. این یکی از حداقل پنج شکل حرکتی است که توسط مارها استفاده می‌شود، دیگر شکل‌ها موج‌دار کناری، پیچیدن کناری، حرکت آکاردئونی و هل دادن-سریدن هستند.
برخلاف دیگر حالت‌های حرکت مار، که شامل خم شدن بدن مار می‌شود، در راست‌روی مار فقط هنگام چرخش در حرکت مستطیلی، بدن خود را کمی خم می‌کند.